# Vierves-sur-Viroin
Vierves-sur-Viroin (wa. Viêpe) – dzielnica (section) gminy Viroinval w Belgii, w Regionie Walońskim, w prowincji Namur, w okręgu Philippeville. 1 stycznia 2020 roku liczyła 494 mieszkańców. Do 31 grudnia 1976 r. samodzielna gmina. Leży nad rzeką Viroin.

## Demografia
Liczba mieszkańców, stan na 1 stycznia:
| Rok                | 1930 | 1947 | 1961 | 2020 |
| ------------------ | ---- | ---- | ---- | ---- |
| Liczba mieszkańców | 658  | 570  | 488  | 494  |